# Zafarobod (dystrykt)
Zafarobod (tadż. Ноҳияи Зафаробод, pers. ناحیۀ ظفرآباد) - dystrykt wilajecie sogdyjskim w Tadżykistanie, graniczący z Uzbekistanem. Jego stolicą jest miasto Zafarobod.

## Podział administracyjny
Dystrykt dzieli się na 5 dżamoatów:
- Dżomi
- Rawszan
- Hamid Aliew
- Zafarobod
- Mehnatobod